# Louvre Abu Dhabi

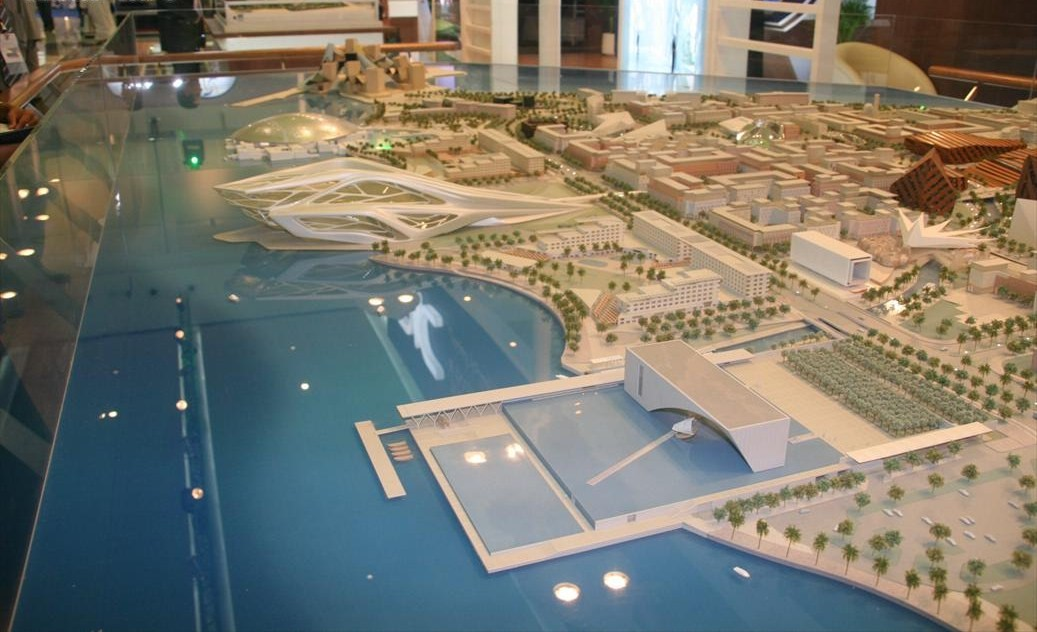
Maqueta da ilha de Saadiyat.

O Louvre Abu Dhabi é um museu de Abu Dhabi, a capital dos Emirados Árabes Unidos. Inicialmente a inauguração estava prevista para 2012-2013, mas atrasos levaram a adiar a data para 11 de Novembro de 2017. É um dos componentes de um gigantesco bairro cultural que se está a erguer na ilha de Saadiyat, junto a outros três museus e a um centro de entretenimento.

## História
Em 7 de março de 2007, o Museu do Louvre em Paris anunciou que associaria o seu nome ao deste novo museu, como parte de um acordo de trinta anos entre a cidade de Abu Dhabi e o governo francês. O museu, desenhado pelo arquiteto francês Jean Nouvel, tem uma área total de 24 000 m²  (sendo 8 000 m² de espaços internos) e o custo da construção está estimado entre 83 e 108 milhões de euros.
Está previsto que o espaço exiba obras de arte de todo o mundo, focando principalmente as pontes entre a arte ocidental e a arte oriental; no entanto, é um projeto que tem originado grade controvérsia no mundo da arte, dado que têm surgido muitas objeções relativamente à legitimidade dos motivos financeiros do Louvre que originaram o acordo.

## Aquisições

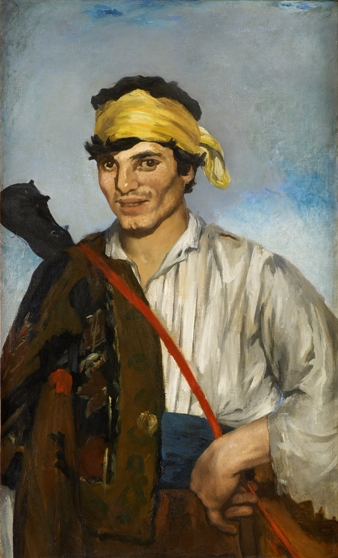
Le Bohémien, obra de Édouard Manet, datada de 1861-1862, adquirida pelo museu.

Desde o início de 2009, o Louvre Abu Dhabi começou a adquirir obras par a sua coleção permanente. A coleção conta hoje com 40 obras da Antiguidade até ao século XX.
- Fíbula de Domagnano - século V
- Giovanni Bellini, La Vierge à l'Enfant, c. 1480 - 1485
- Veneza, Bassin d'aiguière, c. 1500, esmalte pintado em cobre
- Escultura, Baviera ou Áustria, Cristo mostrando as feridas, c.1515, madeira policromada

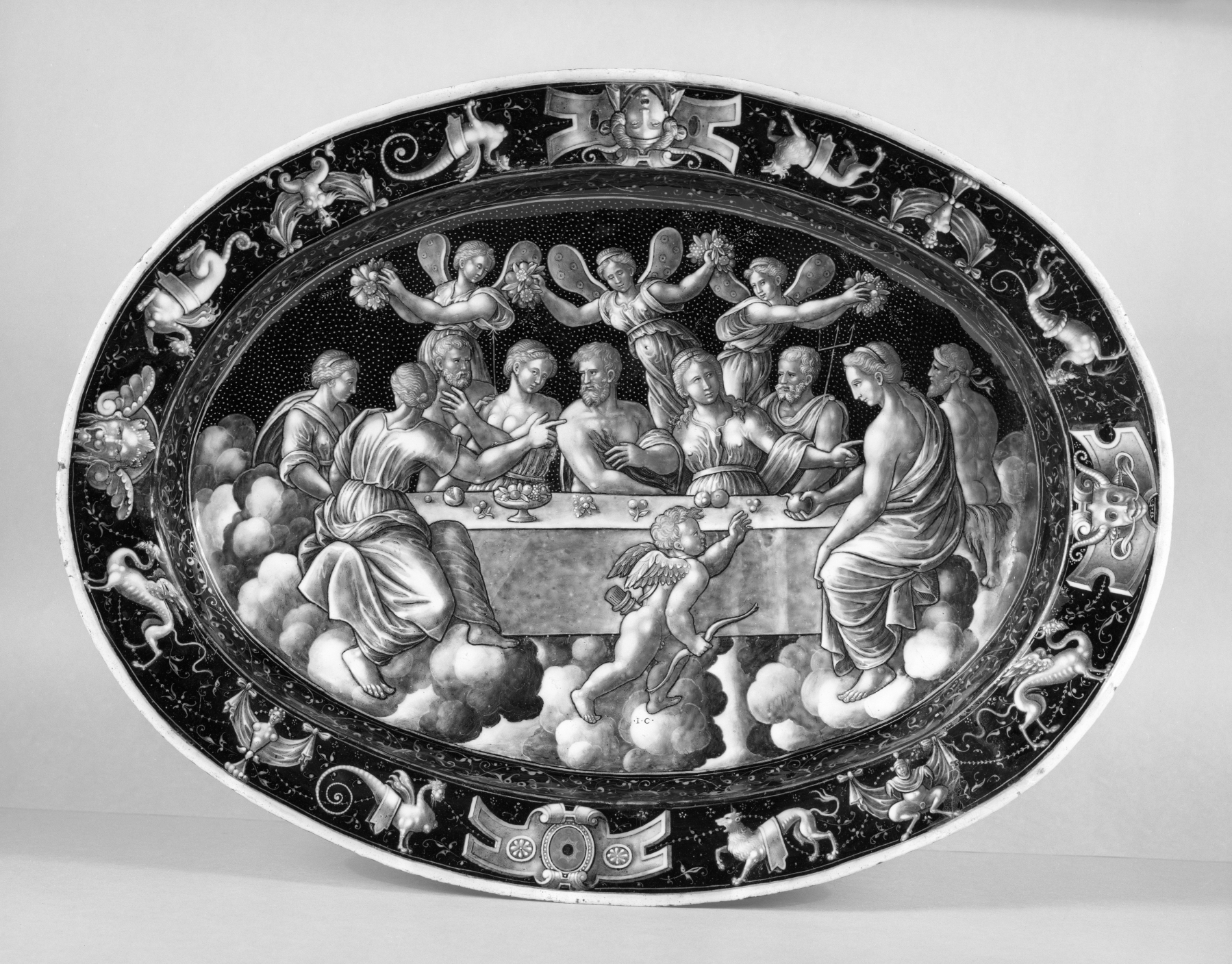
Banquet des noces de Cupidon et Psyché, de Jean Decourt, esmalte sobre cobre (exemplar do Walters Art Museum).

- Atrib. Jean Decourt, Prato das Bodas de Psyché, fin du XVIème siècle, esmalte sobre cobre
- Jean Decourt, Bassin d'aiguière du Triomphe de Cérès, 1558, esmalte pintado em grisaille com ouro
- Achille Hermansreyt, Torre, 1657, escultura em marfim de elefante
- Bartolomé Esteban Murillo, Escada de Jacob, c. 1665
- Tapeçaria de Beauvais, Embarque do Príncipe, lã e seda
- Jean-François de Troy, O Desmaio de Ester, 1730
- Louis Jean François Lagrenée, Ninfas no Banho, 1776
- Jean-Auguste-Dominique Ingres, Don Pedro de Toledo Beijando a Espada de Henrique IV, 1820
- Édouard Manet, Le Bohémien, 1861 - 1862
- Édouard Manet, Natureza Morta com Cabaz e Alho, 1861 - 1862
- Pierre Legrain, Tabouret Curule, c. 1920 - 1925, banco esculpido em madeira